# 62A villamos (Budapest)
A budapesti 62A jelzésű villamos Rákospalota, MÁV-telep és a Kőbánya alsó vasútállomás (Mázsa tér) között közlekedik. A járatot a Budapesti Közlekedési Zrt. üzemelteti.
A 62A villamos egy betétjárat, a teljes vonalon 62-es jelzéssel járnak a villamosok.

## Története
1953. november 23-ától a 62-es villamos mellett a munkanapi csúcsidőszakokban sűrítő betétjárat közlekedett 62A jelzéssel a Marx (Nyugati) tér és a Béke tér között, de nem sokkal később, 1954. március 22-én megszüntették. Egy évvel később újraindult a Marx tértől a Gyöngyösi utcáig, majd 1956. április 13-án jelzése 16-osra változott. 2008. augusztus 21-étől a 62-es meghosszabbítása miatt ismét közlekedik annak korábbi vonalán, Rákospalota, MÁV-telep és Kőbánya alsó vasútállomás (Mázsa tér) között. A 3-as villamos 2014-es felújítása miatt megszűnt a Kőbánya alsó vasútállomás (Mázsa tér) megállóhely Kőbánya felé.
2020. április 1-jén a koronavírus-járvány miatt bevezették a szombati menetrendet, ezért a vonalon a forgalom szünetelt. Az intézkedést a zsúfoltság miatt már másnap visszavonták, így április 6-ától újra a tanszüneti menetrend van érvényben, a szünetelő járatok is újraindultak.

## Útvonala
| Kőbánya alsó vasútállomás felé |
| Rákospalota, MÁV-telep vá. – Kolozsvár utca – Erzsébet királyné útja – Nagy Lajos király útja – Örs vezér tere – Fehér út – Élessarok – Kőrösi Csoma Sándor út – Liget tér – Kőbánya alsó vasútállomás vá.             |
| Rákospalota, MÁV-telep felé |
| Kőbánya alsó vasútállomás (Mázsa tér) vá. – Liget tér – Kőrösi Csoma Sándor út – Élessarok – Fehér út – Örs vezér tere – Nagy Lajos király útja – Erzsébet királyné útja – Kolozsvár utca – Rákospalota, MÁV-telep vá. |

## Megállóhelyei
Az átszállási kapcsolatok között az azonos útvonalon közlekedő 62-es járat nincsen feltüntetve.
| 0  | Rákospalota, MÁV-telep végállomás                       | 34 | 231, 231B 69 | Tanuszoda                                                                                    |
| 1  | Tóth István utca                                        | 32 | 5 69 |                                                                                              |
| 3  | Öv utca                                                 | 30 | 5 69 |                                                                                              |
| 4  | Miskolci utca                                           | 29 | 5 81 69 |                                                                                              |
| 5  | Rákospatak utca                                         | 28 | 5 69 |                                                                                              |
| 6  | Fűrész utca                                             | 27 | 5 69 |                                                                                              |
| 8  | Nagy Lajos király útja / Czobor utca                    | ∫  | 5, 32 82, 82A 3, 69 | Uzsoki Utcai Kórház                                                                          |
| 9  | Nagy Lajos király útja / Czobor utca                    | 25 | 5, 32 82, 82A 3, 69 | Uzsoki Utcai Kórház                                                                          |
| 10 | Kerékgyártó utca                                        | 23 | 32 3 |                                                                                              |
| 12 | Bosnyák tér                                             | 21 | 7, 7E, 8E, 32, 108E, 110, 112, 124, 125, 133E, 277 3 | Piac, Evangélikus Hittudományi Egyetem, Zugló kocsiszín                                      |
| 14 | Szugló utca / Nagy Lajos király útja                    | 19 | 32 82, 82A 3 |                                                                                              |
| 15 | Egressy tér                                             | 17 | 32 77 3 | BMSZC Egressy Gábor Két Tanítási Nyelvű Technikum                                            |
| 17 | Jeszenák János utca                                     | 15 | 32 3 |                                                                                              |
| 19 | Pongrátz Gergely tér                                    | 14 | 32, 130 80 3 |                                                                                              |
| 20 | Tihamér utca                                            | 13 | 32 3 | BKF Művészeti és Kommunikációs kar                                                           |
| 22 | Örs vezér tere M+H (zuglói oldal)                       | 12 | 31, 32, 44, 45, 131, 144, 174, 231, 244 80, 81, 82, 82A 3 419                                                                                           | Hév-állomás, Sugár bevásárlóközpont, IKEA                                                    |
| 24 | Örs vezér tere M+H (kőbányai oldal)                     | 11 | 10, 32, 67, 85, 85E, 97E, 161, 161A, 161E, 168E, 169E, 176E, 276E, 277 3 410, 430, 440, 441, 484, 485, 486, 505, 510 1040, 1049, 1070, 1075, 1077, 1078 | Metróállomás, Árkád bevásárlóközpont                                                         |
| 25 | Fehér úti ipari park                                    | 9  | 3 | Finommechanikai Vállalat, Keleti István Alapfokú Művészeti Iskola és Művészeti Szakgimnázium |
| 27 | Terebesi utca                                           | 8  | 85, 161, 161A 3 |                                                                                              |
| 30 | Élessarok                                               | 6  | 85, 161, 161A, 162, 168E, 262 3, 28, 28A, 37, 37A |                                                                                              |
| 31 | Ónodi utca                                              | 4  | 162, 185, 262 3, 28, 28A | Szent László Gimnázium                                                                       |
| 33 | Szent László tér                                        | 3  | 9, 162, 185, 217, 262 3, 28, 28A | Kőbányai Önkormányzat                                                                        |
| 35 | Kőbánya alsó vasútállomás érkező végállomás             | 2  | 9, 95, 117, 151, 162, 185, 195, 217, 217E, 262 3, 28, 28A 73 S21 S50 G50 Z50                                                                            | Kőbánya alsó                                                                                 |
| ∫  | Kőbánya alsó vasútállomás (Mázsa tér) induló végállomás | 0  | |                                                                                              |